# جوكا ليندهولم
جوكا ليندهولم (بالفنلندية: Jukka Lindholm) هو مجرم فنلندي، ولد في 1965 في أولو في فنلندا.